# Posición (psicoanálisis)
Posición es un concepto de la teoría kleiniana  que fue creado para sustituir la noción de fase o estadio. Mientras que estas son nociones evolutivas que suponen un inicio, un desarrollo y un fin, la posición es un concepto estructural.

## Definición
Melanie Klein creó todos sus conceptos sobre la base de una oposición binaria, como por ejemplo, el objeto bueno y el objeto malo, envidia y gratitud o posición esquizo-paranoide versus posición depresiva.
A diferencia de la fase o el estadio, indica que el estado (depresivo, paranoide, esquizoide) aparece en un momento dado de la existencia del sujeto, en un estadio preciso del desarrollo, pero puede repetirse más tarde, de manera estructural, en ciertas etapas de la vida.
A lo largo de su obra, Melanie Klein habla de «posición femenina», «posición masculina», «posición heterosexual», «posición homosexual» o de «posición de la libido».
El término expresa la idea de que el niño cambia de actitud o desplaza su posición en cuanto a la relación de objeto.
En la teoría de Melanie Klein, posición reemplaza etapa, fase o estadio, como un concepto mucho más dinámico, espacial y menos temporal.
La posición no se refiere a un estado evolutivo del desarrollo de la libido.
Una «posición» no alude solamente a una evolución psicosexual, involucra toda la vida psíquica de un sujeto y engloba una configuración definida de relaciones objetales, angustias específicas, fantasías inconscientes, roles del Yo y efectos determinados como los desarrollos del yo, el superyó y las relaciones objetales.
El concepto de posición alude siempre a una relación objetal porque un objeto se define siempre en relación con los otros. La posición de un objeto está en relación con otros objetos.
No se trata de un concepto evolutivo o cronológico, como en el caso de fase, porque alude a un espacio virtual al cual es posible arribar, del cual se puede salir y al cual se puede volver. Una posición puede ser elaborada pero en cualquier momento de la vida se puede regresionar a una de las dos posiciones descriptas por Klein: la posición depresiva y la posición esquizo-paranoide.
La posición se refiere a la lucha permanente del Yo para elaborar sus angustias y el conflicto permanente entre el amor y el odio. La vida psíquica alterna entre posición esquizo-paranoide y posición depresiva.
Cada posición está definida por cuatro elementos y lo fundamental es el tipo de ansiedad predominante:
- Ansiedad predominante
- Relación de objeto
- Mecanismo de defensa
- Fantasía inconsciente